# جون مايكل والاس
جون مايكل والاس (بالإنجليزية: John Michael Wallace)‏ هو عالم مناخ أمريكي، ولد في 28 أكتوبر 1940.

## وصلات خارجية
- جون مايكل والاس على موقع الموسوعة البريطانية (الإنجليزية)